# はまなす (列車)
はまなすは、北海道旅客鉄道（JR北海道）および東日本旅客鉄道（JR東日本）が青森駅 - 札幌駅間を津軽海峡線（津軽線・海峡線・江差線）・函館本線・室蘭本線・千歳線経由で運行していた夜行急行列車である。
本項では、函館 - 札幌間で運行されていた夜行快速「ミッドナイト」についても記述する。

## 概要
津軽海峡線（青函トンネル）開通に伴い廃止された青函連絡船の深夜便の代替として、1988年（昭和63年）3月13日に運行を開始した。
2012年（平成24年）3月17日に急行「きたぐに」（大阪 - 新潟間）、2014年（平成26年）3月15日に寝台特急「あけぼの」（上野 - 青森間）、2015年（平成27年）3月14日に寝台特急「北斗星」（上野 - 札幌間）が相次いで定期運行を終了したために、当列車はJRグループにおける最後の「定期運行を行う急行列車」「客車を使用した定期列車」「青函トンネルを通過する定期夜行列車」となっていた。
しかし後述のとおり、2016年（平成28年）3月20日の札幌発青森行き、同21日の青森発札幌行きを最後に運行を終了し、北海道新幹線開業日の同年3月26日をもって廃止となった。なお、運行最終日（札幌3月20日発・青森3月21日発）は全車指定席で運行された。

### 列車名の由来
植物のハマナスから。寝台特急「北斗星」・快速「海峡」とともに、一般公募により決定された。
なお、過去には1955年（昭和30年）6月1日から1968年（昭和43年）10月1日まで函館・小樽・札幌・旭川 - 網走間を函館本線・石北本線経由で運転していた準急列車・急行列車の名称として「はまなす」の名称が使用されていた（「オホーツク (列車)#準急・急行「オホーツク」として」も参照）。
また本列車の運行開始時には、全国で行なわれた都市圏短距離普通列車増発のうち北海道内のものに愛称がつけられ、石北本線網走着のものが「はまなす」を名乗っていた。さらに、鹿島臨海鉄道・大洗鹿島線の快速「マリンライナーはまなす」がJR東日本鹿島線（北鹿島（現・鹿島サッカースタジアム） - 鹿島神宮間）に乗り入れていた。
また、2014年（平成26年）に青い森鉄道 - 大湊線直通の臨時快速として「快速はまなすベイライン号」が運行したため、JR線上の愛称で「はまなす」を使った別列車が3系統も運用した実績がある。

### 北海道新幹線開業に伴う廃止
2016年（平成28年）3月26日に北海道新幹線が新函館北斗駅まで開業。これに伴い従来の電気機関車が使えなくなるため、寝台特急「北斗星」については2015年（平成27年）3月14日のダイヤ改正で定期運行を（臨時でも同年8月22日の札幌発を最後に運行を）終了した。寝台特急「カシオペア」についても同新幹線開業前に廃止の公算が大きいとの見方があったが、同年9月5日にJR北海道が当年度末で廃止する方針を固めたことが毎日新聞によって報道され、9月16日、JR北海道・JR東日本両社連名で「カシオペア」や「白鳥」・「スーパー白鳥」とともに当列車の廃止が発表された。これにより、旧国鉄時代も含めたJRグループの定期急行列車および定期客車列車は全廃となった。また、本州 - 北海道間の夜行列車も全廃となった。
JR北海道は2016年3月26日のダイヤ改正において、「はまなす」の代わりに室蘭・東室蘭 - 札幌間の特急「すずらん」を増発した。「すずらん12号」の札幌発時刻は「はまなす」と同じ22時00分だが、「すずらん1号」の東室蘭発時刻は5時41分と「はまなす」時代より約1時間25分繰り下がった。札幌駅へ向かう場合、青森県側発で約5時間半、函館駅から伊達紋別駅までの区間発で約4時間、東室蘭より先の区間発で約1時間「はまなす」運行時よりも札幌駅へ到達できる時刻が遅くなった。逆に札幌駅を出発する場合東室蘭駅まではほぼ同等であるが、伊達紋別駅より先の道内着の場合で約2時間、青森県側着の場合で約4時間「はまなす」運行時よりも札幌駅での最終列車が早まることになった。

## 運行概況
青森 - 札幌間を1日1往復、所要約7時間30分で運行されていた。函館本線の大沼 - 森間は上下列車で走行ルートが異なり、上り青森行きが渡島砂原駅（通称"砂原線"）経由、下り札幌行きが大沼公園駅（通称"駒ヶ岳廻り"）を経由した。青森側、札幌側双方の到着時間を両エリアの始発列車運転時間帯に合わせる都合から、昼行列車に比較して所要時間が長い。
上り列車の場合、苫小牧以遠への最終列車の役割も兼ねていた。
2010年（平成22年）12月4日の東北新幹線八戸 - 新青森間開業後も新青森駅には乗り入れず、従来どおり青森始発・終着で運行されていた。開業後の新幹線とは青森 - 新青森間を奥羽本線の列車を介しての乗り継ぎになるが、新幹線との乗り継ぎ割引は適用された。
特急「利尻」（札幌 - 稚内間）、「オホーツク9・10号」（札幌 - 網走間）と「まりも」（札幌 - 釧路間）廃止後は北海道内において、また本州 - 北海道連絡系統の夜行列車で座席車を連結する唯一の定期夜行列車であった。
また各種特別企画乗車券でも利用可能な列車であり、主なものとして「北海道&東日本パス」・「青森往復きっぷ（札幌市内発）」・「札幌・小樽フリーきっぷ（青森・盛岡・仙台地区発）」などの商品があった。

### 停車駅
青森駅 - 函館駅 - 長万部駅 - （伊達紋別駅） - 東室蘭駅 - （登別駅） - 苫小牧駅 - 南千歳駅 - 千歳駅 - 新札幌駅 - 札幌駅
- 伊達紋別駅・登別駅は上り列車のみ停車。
- 上下列車とも蟹田駅に、下り列車のみ木古内駅に運転停車する[注釈 11]。
- 2015年まで、青森ねぶたの開催期間中（例年8月2日 - 8月7日）は下り列車のみ蟹田駅にも客扱いの停車を行った。

### 使用車両・編成
JR北海道札幌運転所に所属する14系客車および24系客車が使用されていた。青森 - 函館間はJR北海道函館運輸所青函派出所に所属するED79形電気機関車が、函館 - 札幌間はJR北海道函館運輸所に所属するDD51形ディーゼル機関車が牽引した。
基本編成は7両で、自由席2両・指定席3両・B寝台2両。多客時は最大12両まで増結された。8両編成以上で運転される日は自由席車両の連結位置が異なり、自由席車を青森・札幌寄りに3両とし、寝台車を1両増結する場合もあった。寝台車を増結する場合、函館寄りから1号車 - 増21号車 - 2号車の順となった。
- 指定席車のうち、5・6号車の2両は「ドリームカー」と称し、183系気動車のグリーン車用座席を転用したリクライニングシートを備えた。それぞれの車両の4号車寄りにミニラウンジがあった。
- 4号車の1両は横になって就寝できる「のびのびカーペットカー」で、5号車寄りに更衣室が設けられている。なおカーペットカーは指定席扱いで、急行の指定席料金はダフ屋行為防止のため車内精算などの特殊事情を除き急行券と一体で発売される規則となっているが、通常の寝台券と同様に、一部区間のみを乗車する指定券が発券された場合でも、座席予約・発券システム（マルス）上では、当該座席は青森 - 札幌間の全区間において予約・発券済の扱いとなった。
  - このため特別企画乗車券等を組合わせて、函館以南と函館以北を跨って（例：ねぶた祭り期間中に蟹田 - 長万部間に）乗車し、かつ乗車全区間で「カーペットカー」の同一座席を利用する場合、一方の特別企画乗車券に対して交付される指定券は、「全乗車区間の指定券」と「追加料金徴収区間の席なし急行券・指定席券」の計2枚での発券となった。なお、これらの「ドリームカー」や「カーペットカー」は検査等の都合で連結されない日があった[注釈 14]。
- 寝台車2両のうち、1両は24系客車が使用されている。2両とも24系客車を使用する場合があり、このときは1号車の前に電源供給車として14系座席車を連結した。この車両は回送車両として締切扱いの場合もあれば、混雑時に自由席として開放する場合もあった。なお2015年4月4日時点で使用されている24系は、オハネ24-501・502・503、オハネ25-11・15、オハネフ25-3・7の7両である[新聞 5][新聞 6]。
- また、女性専用席が設置されており、座席および寝台の番号は以下のとおりである。
  - B寝台（2号車15・16番 上・下段）計4席
  - ドリームカー （5号車1・2・3番 A・B・C・D席）計12席
  - のびのびカーペットカー（4号車1・2・3・4番下席 21・22番上席）計6席
- 2002年12月1日のダイヤ改正までは、青森駅での折り返しの間に、座席車が快速「海峡」の一部列車に間合い運用された。
- 繁忙期などに客車を増結した場合には北海道内の一部の駅でホームの有効長が列車の長さよりも短く、進行方向後ろ寄りに連結されている車両のうちホームからはみ出した分をドアカットする。そのため乗客は別の車両より乗り降りすることになった。
- 最大12両で運行される場合の編成は概ね、1・増21・2号車が寝台、3・7・8号車が指定席、4 - 6号車が従来どおり、9 - 11号車が自由席であった。

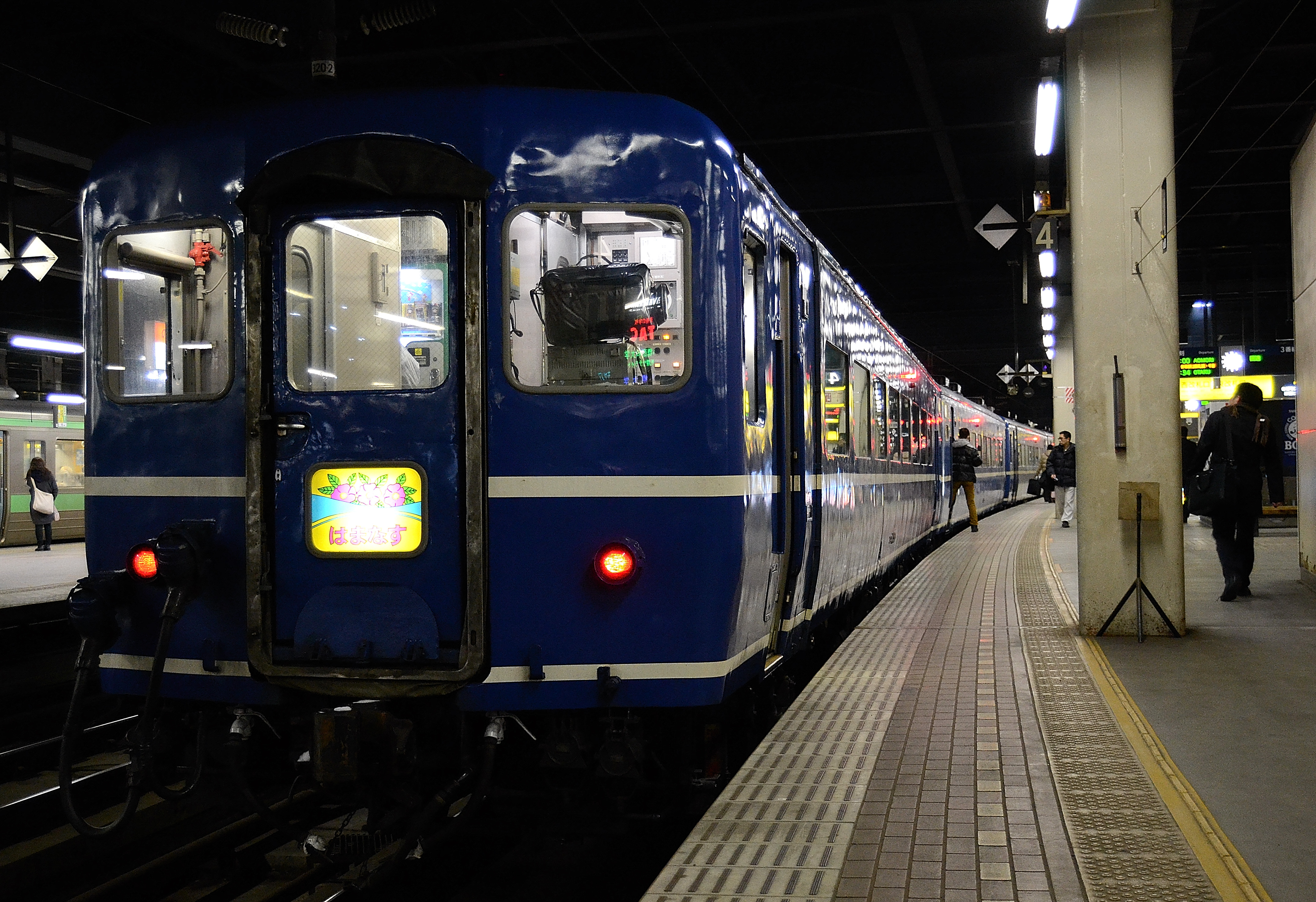
札幌駅4番線ホームで出発を待つ急行｢はまなす｣
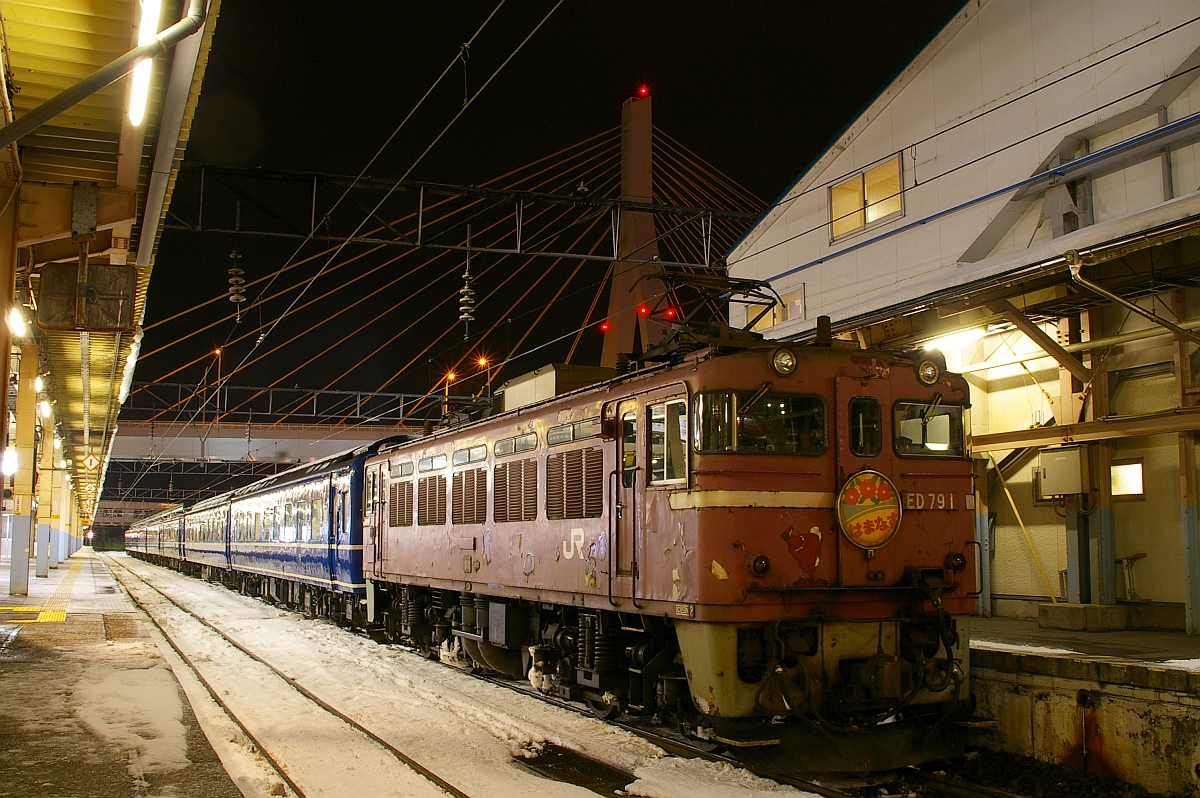
青森 - 函館間を牽引するED79形（青森駅）
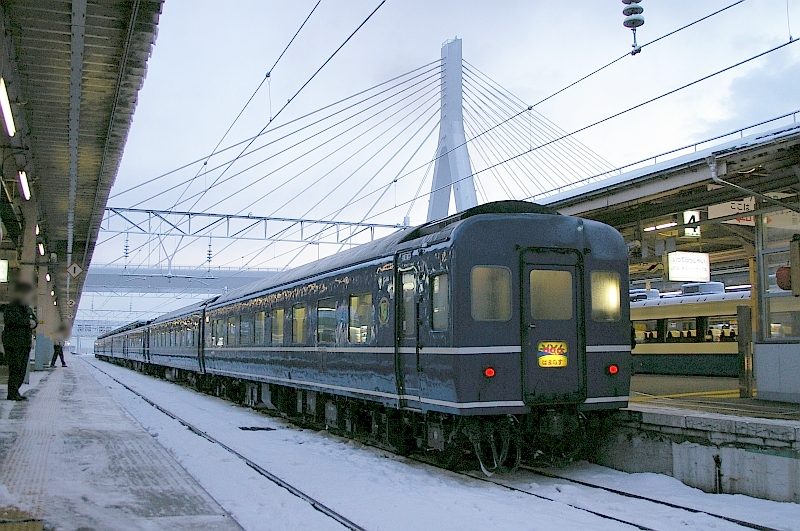
急行「はまなす」の客車（青森駅）
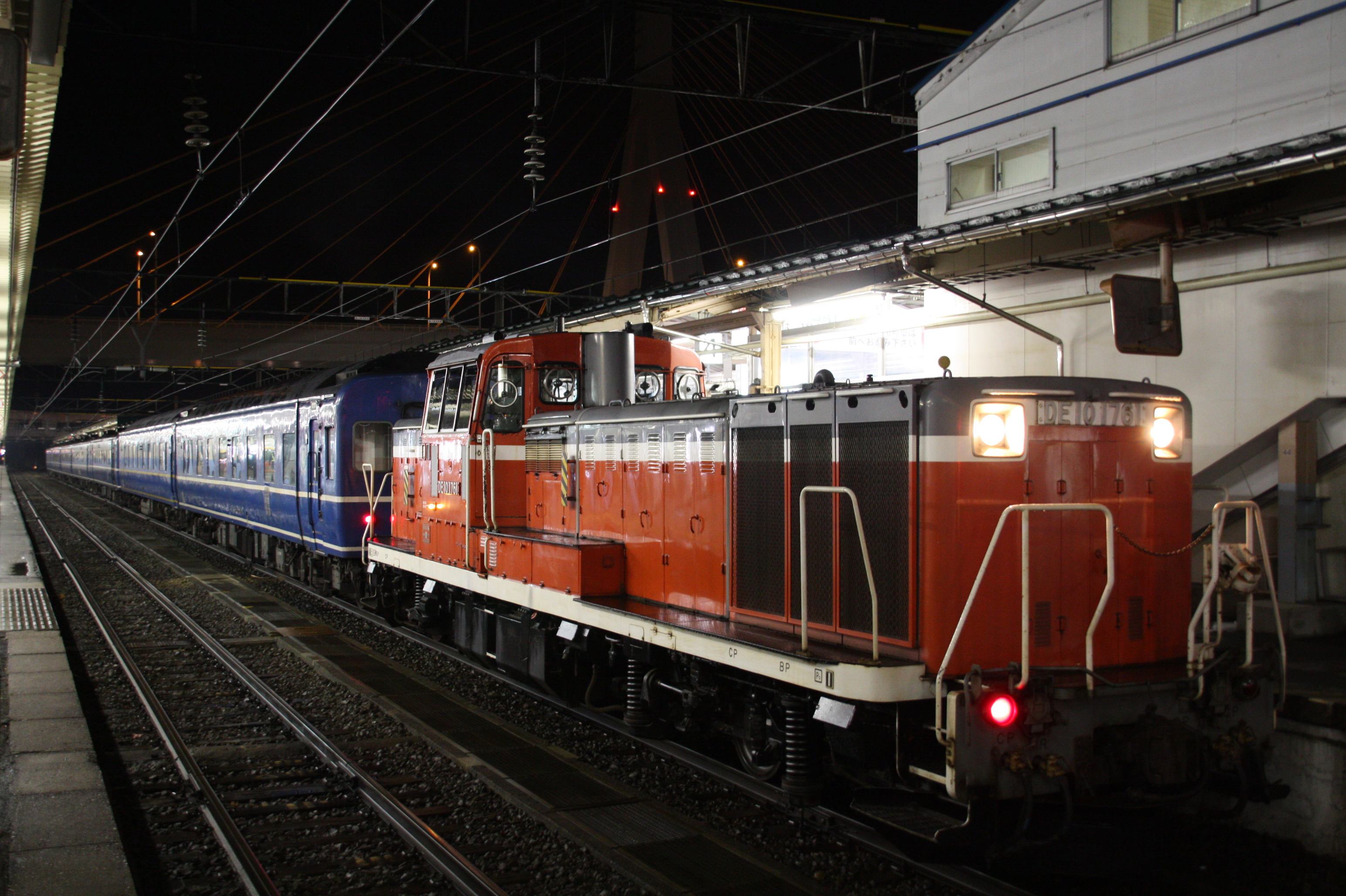
青森駅で「はまなす」の入換車両を牽引するDE10形ディーゼル機関車
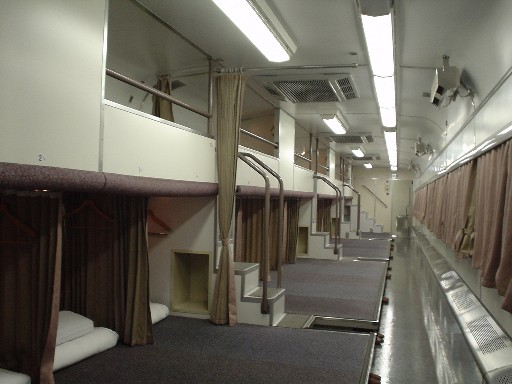
「のびのびカーペットカー」
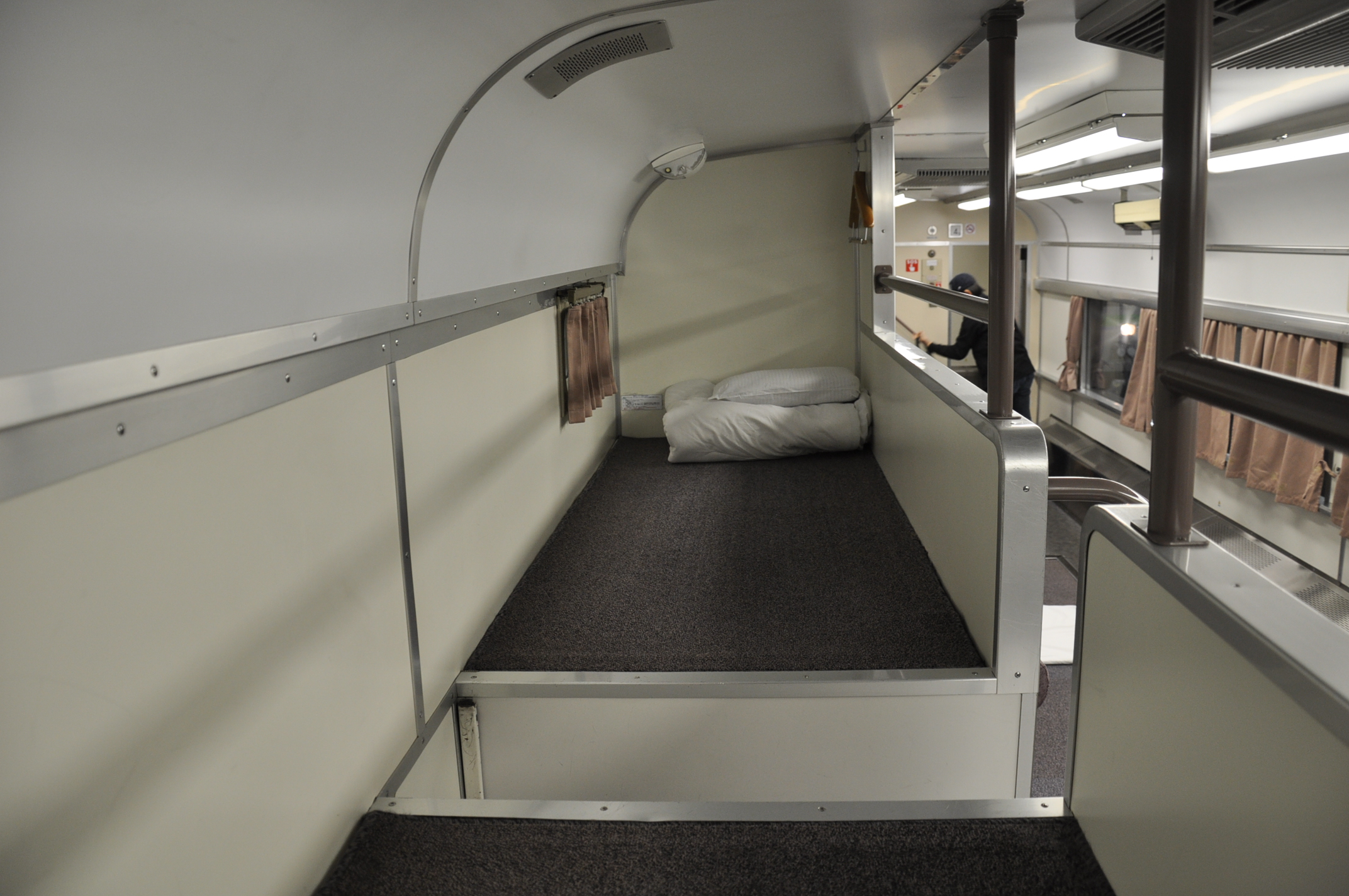
「のびのびカーペットカー」（上段席）
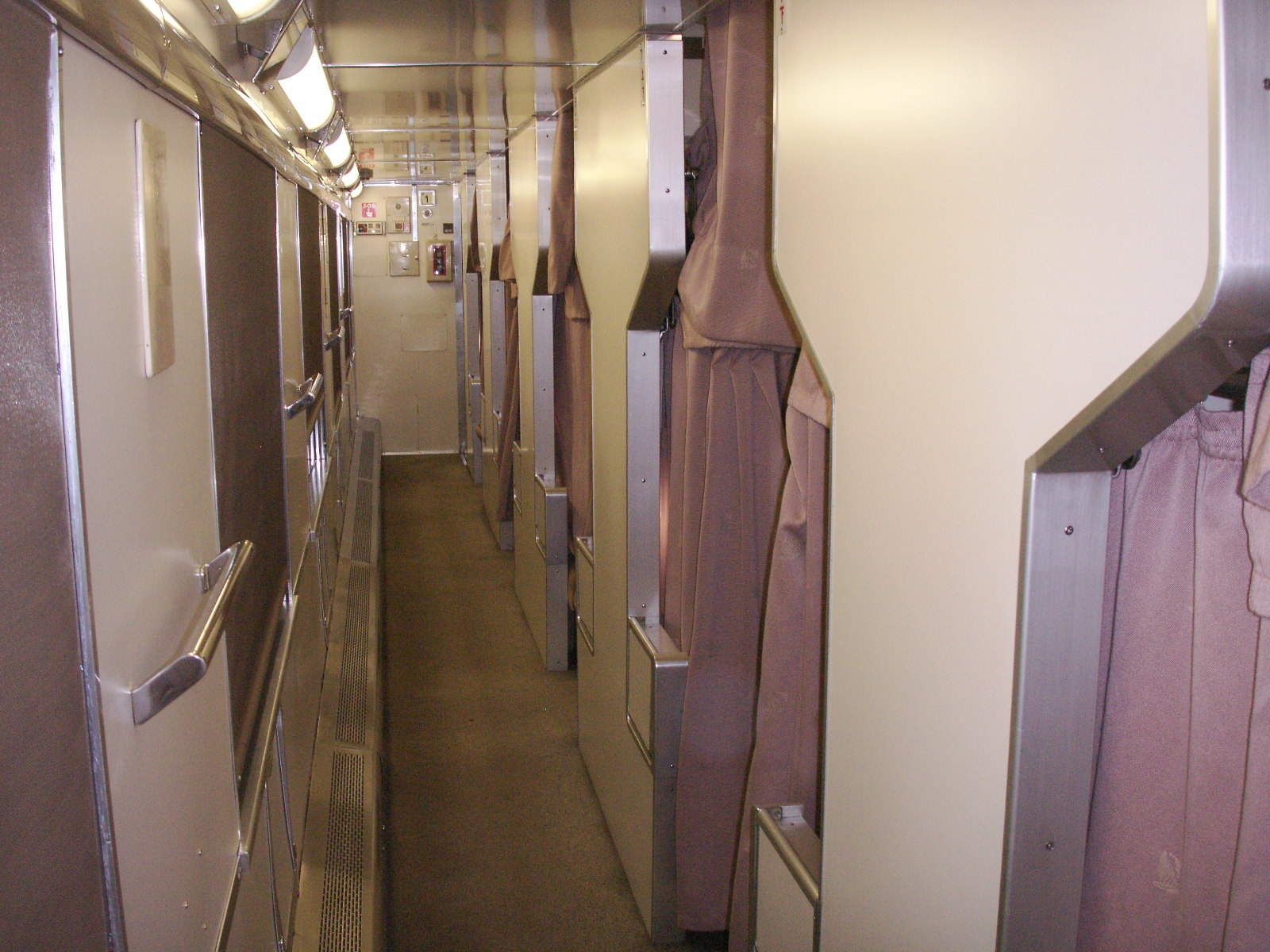
B寝台
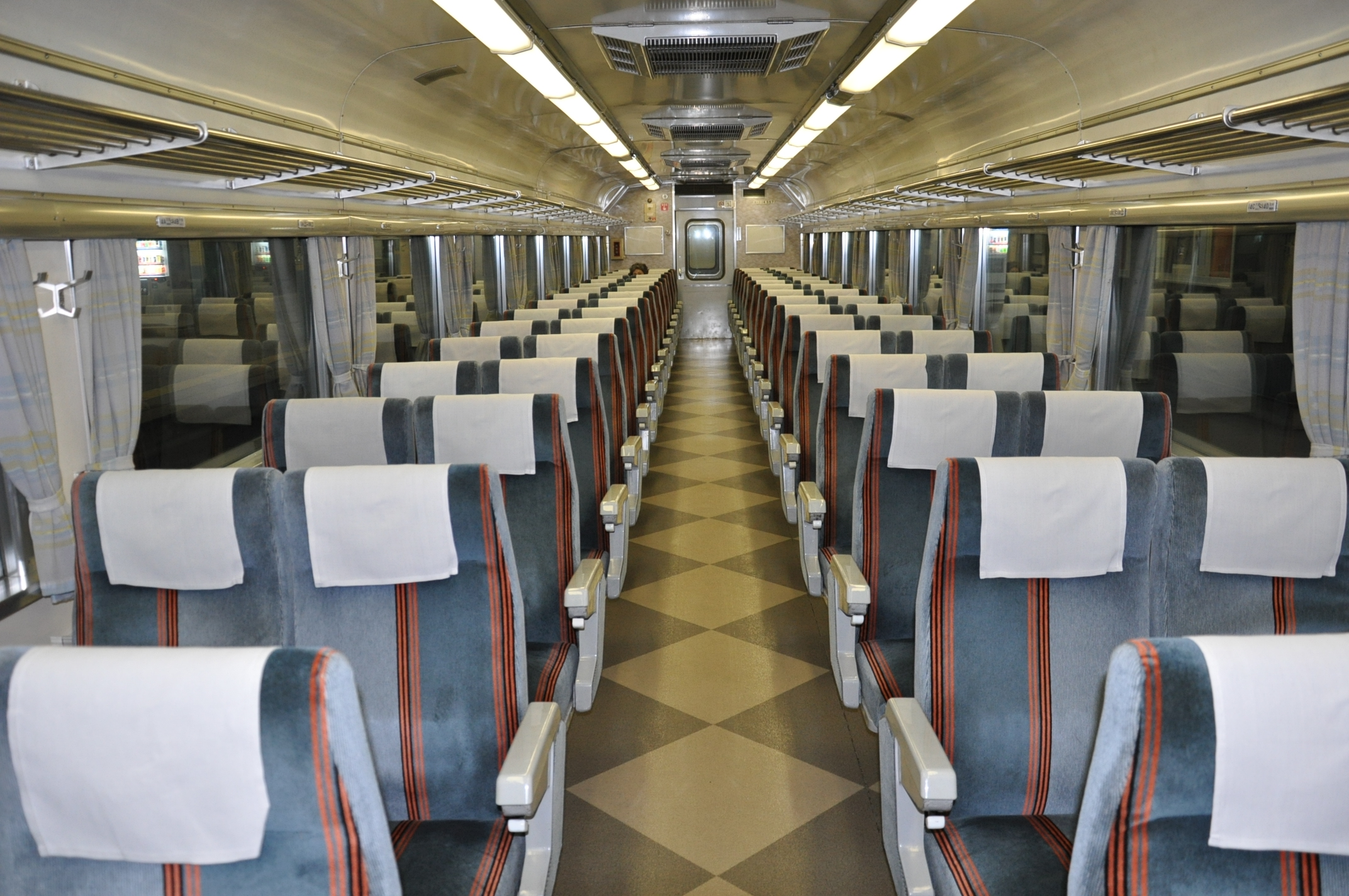
自由席
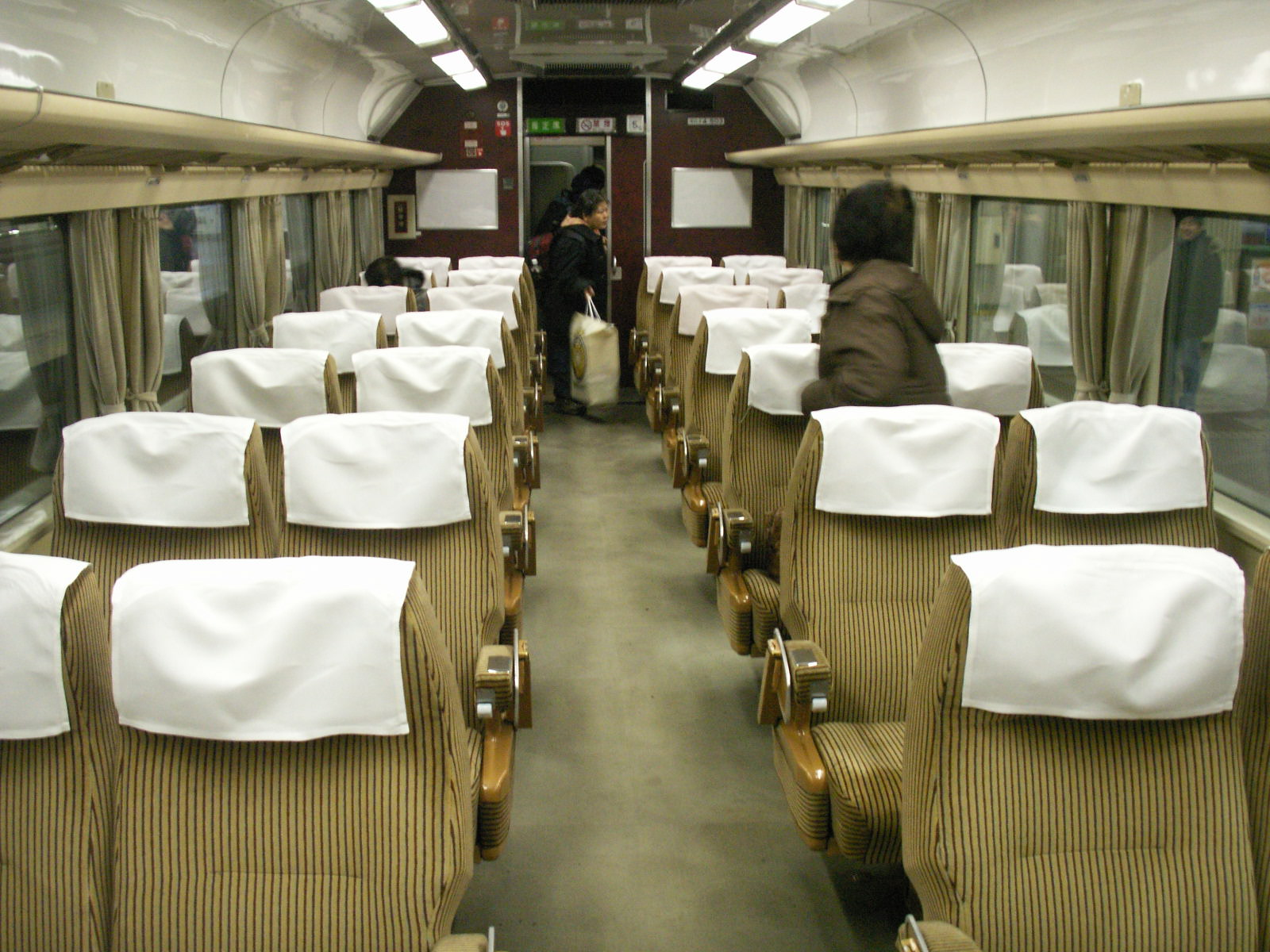
指定席「ドリームカー」
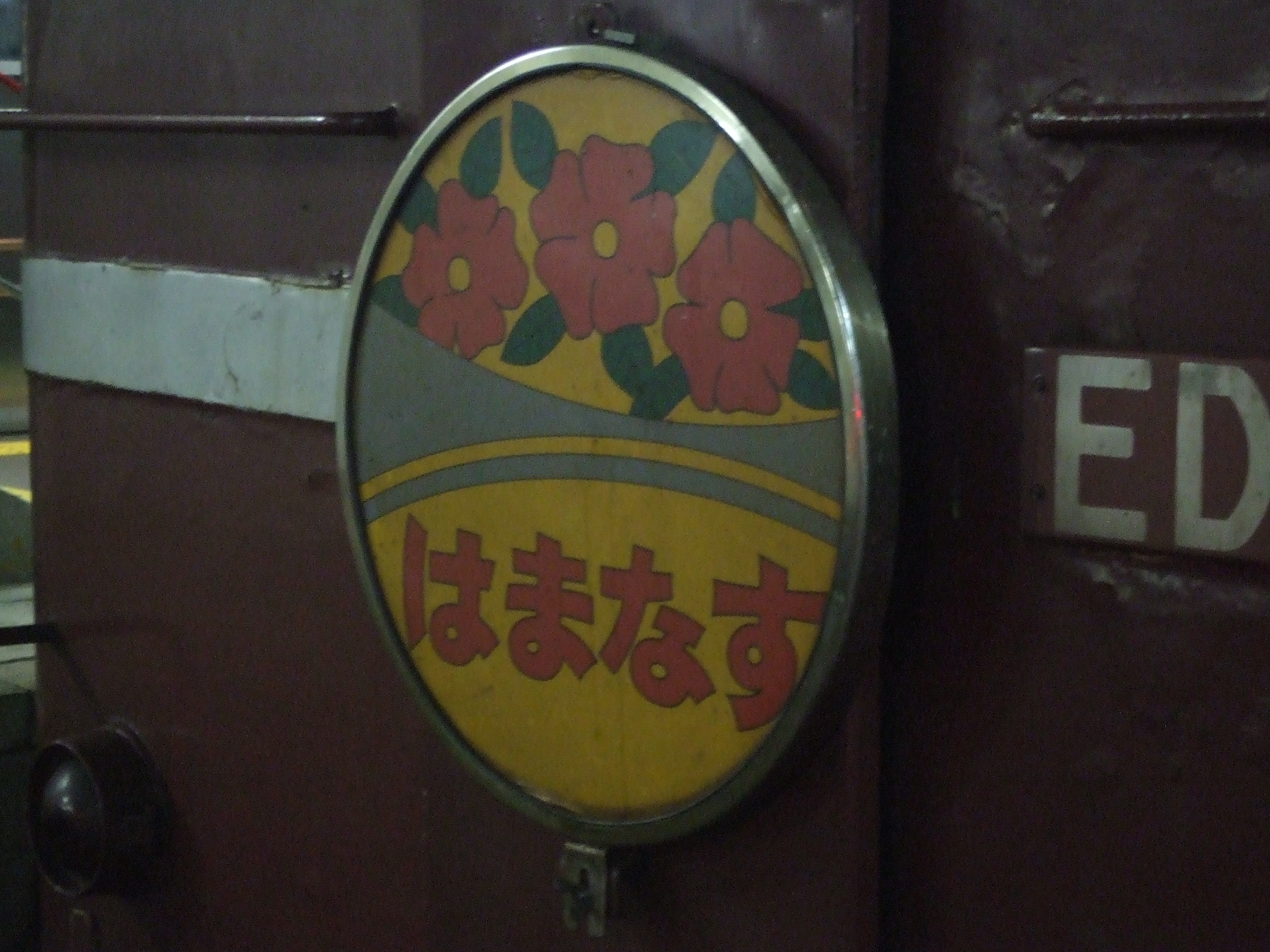
ヘッドマーク（2008年9月）
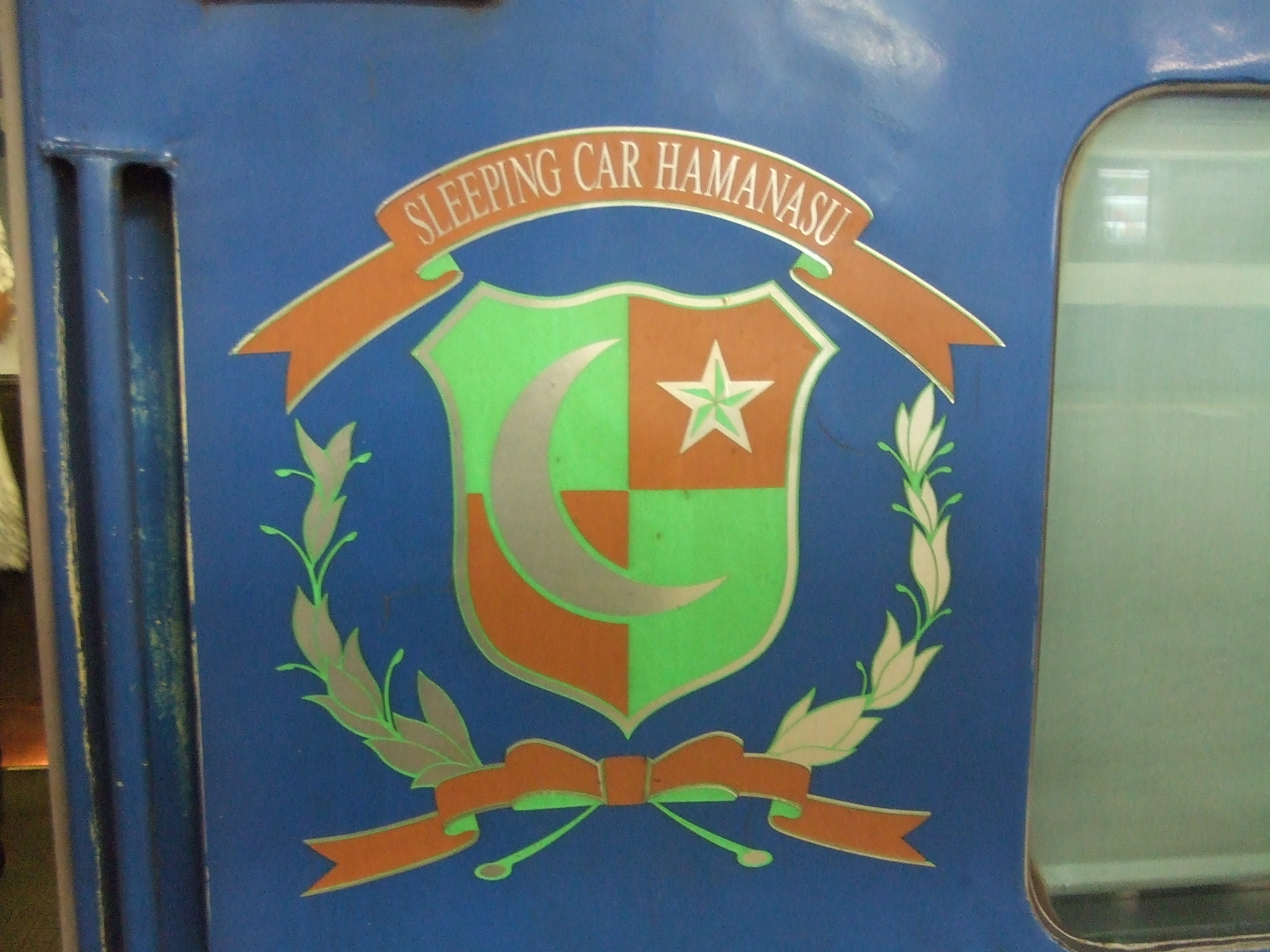
客車に施されたマーク（2008年9月）
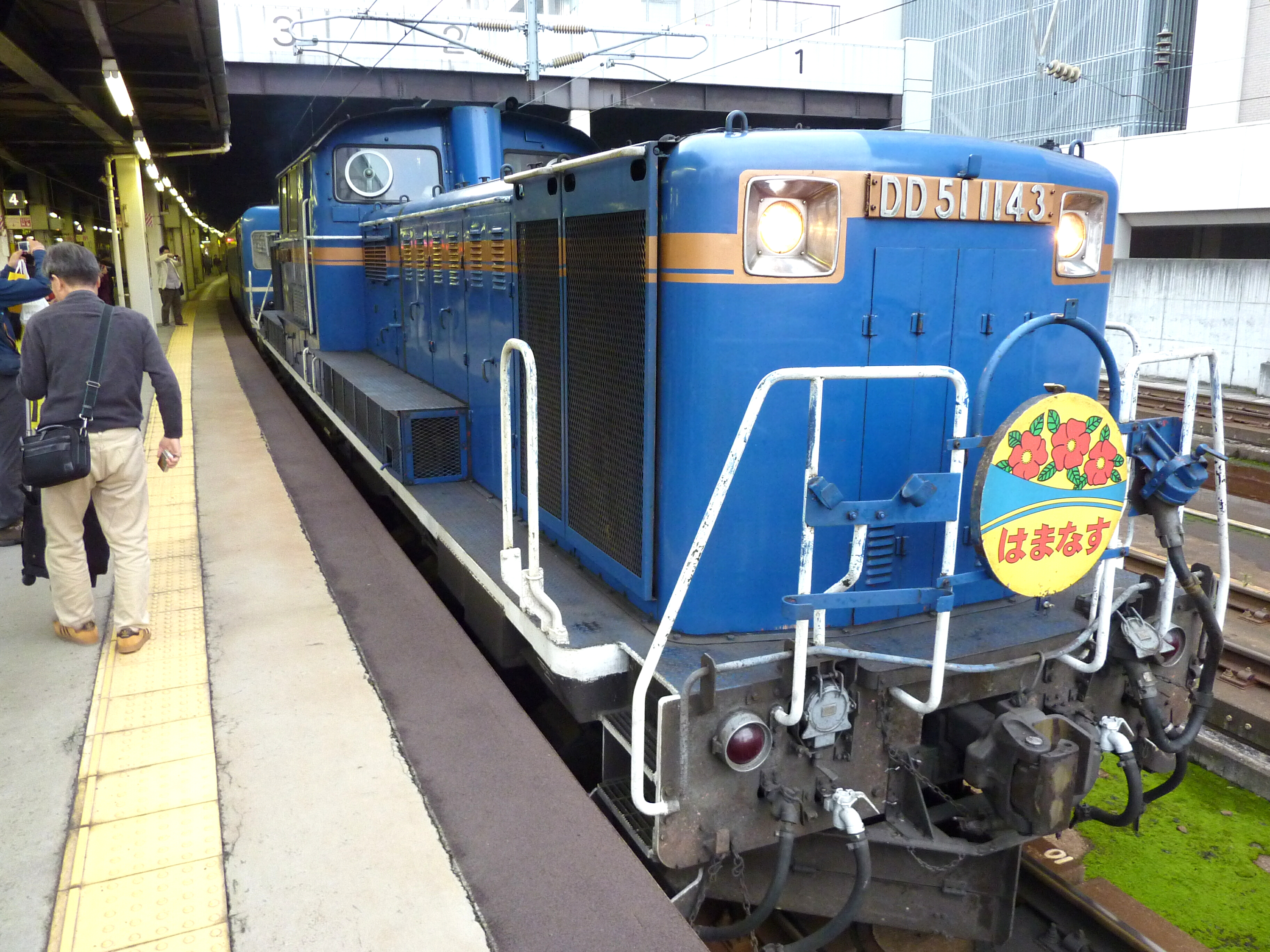
札幌駅に到着した急行はまなす。

## 臨時列車

### 快速「ミッドナイト」
急行「はまなす」の補完列車として函館 - 札幌間で運行されていた夜行快速列車で、1988年（昭和63年）夏季から運行を開始した。当初は毎日運転の臨時列車扱いで、2001年（平成13年）春（3月ごろ）からは季節列車となり、主に「青春18きっぷ」シーズンに運行されるようになった。2002年（平成14年）12月1日のダイヤ改正で廃止された。
専用の56系気動車を改造した専用車両が充当されたほか、多客期は自由席にキハ48形や専用車ではないキハ56系などが増結されていた。2000年（平成12年）からは使用車両を183系気動車に変更した。
基本的に全車座席指定席（カーペットカー連結）として運行されたが、「青春18きっぷ」シーズンは一般形車両で自由席を連結した。
停車駅
函館駅 - （森駅 - 八雲駅 - 長万部駅 - 東室蘭駅 - 苫小牧駅 - 千歳駅） - 新札幌駅 - （白石駅） - 札幌駅
- （ ）は「青春18きっぷ」シーズンのみ停車。ただし新札幌駅以外の途中駅からの乗降は、増結された自由席（一般型車両）に限り利用できた。

### 急行「せいかんナイト」
急行「はまなす」の補完列車として、夏季を中心に青森 - 函館間で運行された臨時急行列車。1989年（平成元年）から1991年（平成3年）まで設定されていた。
ダイヤはほぼ「はまなす」と並行運転とされ、車両は特急「はつかり」の間合い運用として485系電車が使用された。

### 急行「RSR号」
石狩湾新港で開催されるライジング・サン・ロックフェスティバル (RSR) に合わせて、函館 - 札幌間で運行された臨時急行列車で、2009年（平成21年）8月から設定された。なお、「RSR号」という列車名は2010年（平成22年）から付けられた。
2009年（平成21年）は復路・札幌発のみで夜行列車として運転。RSR最終日オールナイト終了後に夜の「はまなす」に続行し、停車駅も同様。RSR参加者以外も利用可能。
2010年（平成22年）は往路・函館発は夜行列車として運転され、快速「ミッドナイト」のダイヤを踏襲しRSR初日朝に札幌駅に到着。復路・札幌発は昼行列車として運転され、RSR最終日のオールナイト終了後朝に出発。往路・復路とも途中無停車、全車普通車自由席。
2011年（平成23年）は復路・札幌発のみ苫小牧駅、東室蘭駅、長万部駅、八雲駅に停車。

## 沿革
- 1988年（昭和63年）

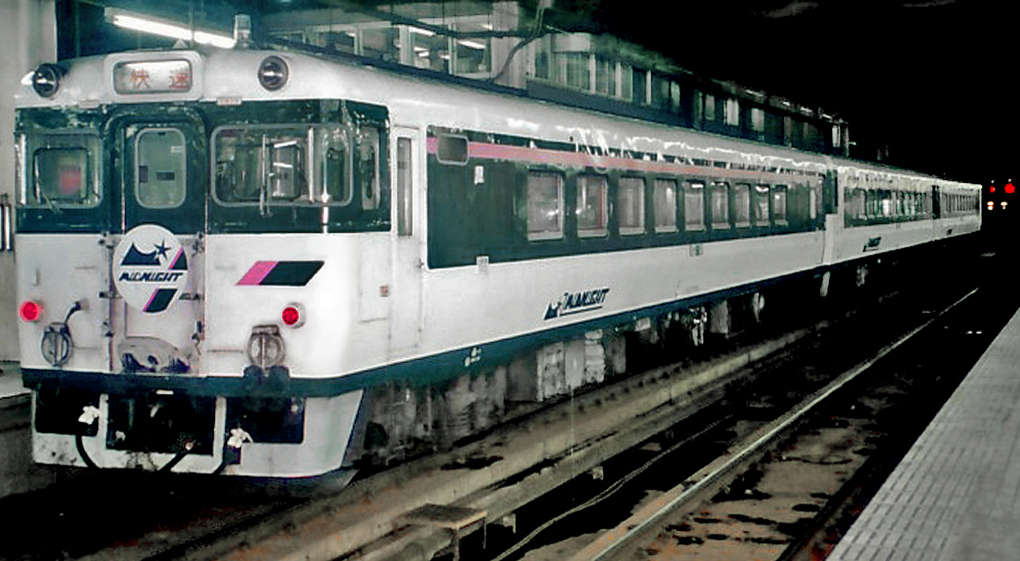
56系気動車による快速「ミッドナイト」（1996年）

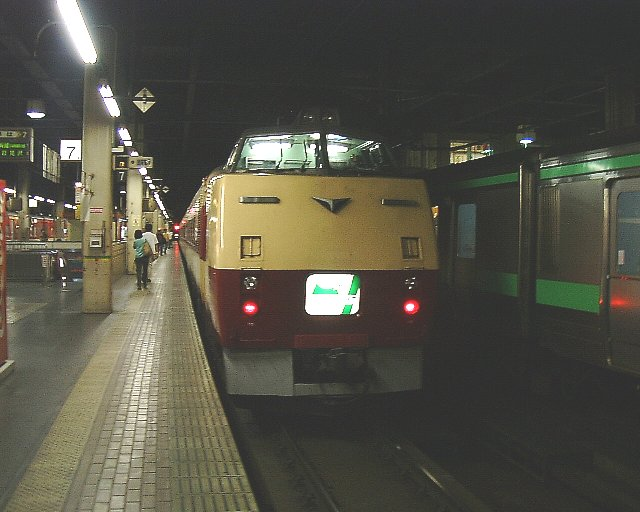
183系気動車（国鉄色）による快速「ミッドナイト」（2002年）

  - 3月13日：津軽海峡線開業に伴うダイヤ改正により、青森 - 札幌間を運行する夜行急行列車として「はまなす」5両で運行開始[7]。
  - 7月1日：函館 - 札幌間に快速「ミッドナイト」運行開始[新聞 7]。当初は毎日運転の臨時列車扱いで専用車両を使用[新聞 7]。絨毯敷きのカーペットカーと座席車であるドリームカーを連結した2両編成で[新聞 8]、全車座席指定席とした。
  - 11月3日：快速「ミッドナイト」が定期列車に格上げ[新聞 9]。
- 1989年（平成元年）2月1日：快速「ミッドナイト」に女性専用席を設定[新聞 10]。
- 1990年（平成2年）
  - 3月10日：快速「ミッドナイト」にカーペット車を1両連結して3両編成とする[新聞 11]。
  - 冬：急行「はまなす」を奥羽本線秋田駅まで臨時延長運転。この年は冬期のみの運転だったが、翌年以降は夏・冬に運転した。
- 1991年（平成3年）7月25日：この日の札幌発急行「はまなす」より2号車にB寝台車を連結（のちに1号車もB寝台車となった）。8両運転[7][8]。
- 1992年（平成4年）：急行「はまなす」7両運転に縮小[7]。
- 1993年（平成5年）3月18日：急行「まりも」の特急格上げに伴い、「まりも」に連結していたドリームカーを「はまなす」に連結開始[7][9]。
- 1996年（平成8年）：急行「はまなす」秋田駅臨時延長運転を終了。
- 1997年（平成9年）3月22日：急行「はまなす」指定席車にカーペットカーを連結[7][新聞 12]。女性専用席設置。
- 2000年（平成12年）
  - 3月11日：宗谷本線の急行「宗谷」・「サロベツ」・「礼文」・「利尻」が特急に格上げされたため[報道 21]、「はまなす」は道内唯一の定期急行列車となった[新聞 13]。
  - 12月：快速「ミッドナイト」の使用車両を183系気動車に変更。
- 2001年（平成13年）
  - 3月3日：特急「白鳥」の廃止に伴い[2][報道 22]、急行「はまなす」の弘前・秋田方面の接続列車を「白鳥」から特急「いなほ」に変更。
  - 春（3月ごろ）：快速「ミッドナイト」を季節列車に変更（主に「青春18きっぷ」シーズンの運転）。
- 2002年（平成14年）12月1日：快速「ミッドナイト」廃止[報道 20][10]。特急「はつかり」・「スーパーはつかり」の廃止に伴い[11][報道 23]、急行「はまなす」の八戸・盛岡方面の接続列車を「はつかり」から特急「つがる」に変更[12]。
- 2004年（平成16年）3月13日：急行「はまなす」が新たに長万部駅に停車するようになった[報道 24]。
- 2006年（平成18年）3月18日：急行「はまなす」が全車禁煙化[報道 25]。
- 2010年（平成22年）12月4日：東北新幹線新青森駅延伸（全通）に伴い、青森方面での「はまなす」接続列車が東北新幹線「はやて」（下り39号・上り12号）となったが、青森 - 新青森間は奥羽本線普通列車連絡となった[報道 26][報道 27][報道 28][報道 29]。
- 2011年（平成23年）3月5日：新幹線「はやぶさ」の運行開始に伴い[報道 30]、上り列車は「はやぶさ4号」に接続することになり、八戸以南の到着時間が繰り上がった。この場合、青森 - 新青森間は特急「つがる2号」が連絡列車となる（乗車券のみで同区間を自由席利用可能）。
- 2012年（平成24年）3月17日：ダイヤ改正で急行「きたぐに」が定期運行を終了したため[報道 1][報道 2][報道 3][注釈 3]、当列車はJRグループで唯一定期運行を行う夜行急行列車となった[13]。
- 2014年（平成26年）
  - 3月15日：北海道新幹線工事の時間確保のため、下り列車（青森発札幌行き）の青森 - 函館間の時刻を20分程度繰り上げ[報道 31]。また、寝台特急「あけぼの」が定期運行を終了したため[3][報道 4][報道 5][注釈 4]、当列車は青森駅を発着する唯一の定期夜行列車となった。
  - 10月1日：2015年（平成27年）2月28日にかけて、北海道新幹線開業に向けた総合的な検査および試験を実施するため、年末年始を含む一部の運転日において、運休や時刻変更が発生[報道 32][報道 33][報道 34]。このうち札幌発12月14日は、札幌ドームで開催されたコンサートの観客輸送のため、札幌 - 函館間を臨時特急「北斗88号」として代走[14]。
- 2015年（平成27年）
  - 3月14日：寝台特急「北斗星」が定期運行を終了したため[報道 6][報道 7][注釈 5]、当列車はJR線グループで唯一の、客車を用いて定期運行を行う優等列車となった。
  - 4月21日：同日午前に函館駅に到着した札幌発青森行きの「はまなす」にて、牽引機関車であるDD51形のヘッドマークが盗まれる事件が発生[新聞 14]。
  - 5月3日 - 5日：北海道新幹線の開業準備に伴い全区間で運休[報道 8][報道 9]。
  - 9月16日：JR北海道・JR東日本両社連名で、急行「はまなす」の廃止が正式に発表された[報道 18][報道 19]。
  - 12月31日：北海道新幹線の開業準備に伴い全区間で運休[報道 10][報道 11]。
- 2016年（平成28年）
  - 1月1日・2月13日・20日：北海道新幹線の開業準備に伴い全区間で運休[報道 10][報道 11]。
  - 3月20日：上り「はまなす」の実質的な最終運行日となった[報道 14][報道 15]。
    - 当日は全車指定席での運行となったため、札幌 → 東室蘭間にてキハ183系「ニセコエクスプレス」による列車愛称のない自由席のみの臨時急行列車が運転された[新聞 15]。

  - 3月21日：下り「はまなす」の実質的な最終運行日となった[報道 14][報道 15]。
  - 3月22日 - 25日：北海道新幹線の開業準備に伴い全区間で運休[報道 14][報道 15]。
  - 3月26日：北海道新幹線の新青森 - 新函館北斗間開業に伴い、名実ともに廃止[報道 12][報道 13]。代替列車として札幌駅発車時刻を「はまなす」と同じ22時00分発にした特急「すずらん12号」が運行開始。

## 商標
「はまなす」は、北海道旅客鉄道が商標として登録している。
| 登録項目等 | 内容等                   |
| ---------- | ------------------------ |
| 商標       | はまなす                 |
| 称呼       | ハマナス                 |
| 出願番号   | 商願平04-270855          |
| 出願日     | 1992年(平成4年)9月29日   |
| 登録番号   | 第3057563号              |
| 登録日     | 1995年(平成7年)7月31日   |
| 権利者     | 北海道旅客鉄道株式会社   |
| 役務等区分 | 39類（旅客車による輸送） |